# Фаїна Кіршенбаум
Фаїна Кіршенбаум (івр. פאינה קירשנבאום; нар. 27 листопада 1955, Львів, Україна) — ізраїльська політик, член Кнесету від партії «Наш дім — Ізраїль» з 2009. 18 березня 2013 приєдналась до нового уряду як заступниця міністра внутрішніх справ.

## Життєпис
У 1973 році репатріювалася до Ізраїлю. Навчалась медицині у Петах-Тікві, здобула ступінь бакалавра у галузі спільних досліджень в Університеті Західного Лондона і майстра ділового адміністрування в Університеті Дербі, а також сертифікат підвищення кваліфікації в Університеті Бар-Ілана у Рамат-Гані.
У 1981 році переїхала до єврейського поселення Нілі на Західному березі. Працювала секретарем у Регіональній Раді Мате Біньямін. Служила у подальшому заступницею голови ізраїльського відділення Всесвітнього єврейського конгресу і членом Наглядової ради Музею єврейської діаспори.
У серпні 2017 року Державна прокуратура подала обвинувальний акт проти Кіршенбаум, в якому їй було пред'явлено звинувачення в підкупі, шахрайстві та порушенні довіри, відмиванні грошей і податкові правопорушення. 14 липня 2021 окружний суд міста Тель Авів виніс вирок у справі пані Кіршенбаум: 10 років позбавлення волі.
Кіршенбаум одружена, має трьох дітей.